# К-7 (самолет)
„К-7“ е съветски експериментален многоцелеви (варианти: бомбардировач, десантен и тежък пътнически) самолет-гигант, създаден от Харковското конструкторско бюро на Константин Калинин.
Разработен е в началото на 1930-те години с помощта на оригинални конструкторски решения, нови технологии и материали.
Провежда изпитателен полет през 1933 г., но във връзка с установени недостатъци на конструкцията, както и поради катастрофа на първия построен самолет, изпитанията така и не завършват.
През 1935 г., във връзка с промяна на съветската концепция за конструкция на въздухоплавателните средства, построяването на два нови образци на машината е било спряно, а след това са прекратени и всички дейности по К-7.
Първият самолет претърпява катастрофа по време на изпитания за максимална скорост на 21 ноември 1933 година, а двата следващи модифицирани апарата не са били довършени, така че сега представа за конструкцията и външния вид на К-7 може да се придобие само от запазената техническа документация, снимки и спомени на участници и свидетели на изпитанията.

## Конструкция
Гигантско елипсовидно крило с дебел профил, размах 53 m и с площ от 452 m², от които започват две опашни греди с триъгълно сечение, носещи опашното хоризонтално и вертикално оперение с механизъм за завъртане. Центропланът на крилото е бил с ширина 6 м, дължина 10,6 м и височина 2,33 м. В него е имало отсеци за хора и товари. Към центроплана са били захванати елипсовидни конзоли, в които е имало 14 резервоара с гориво. Центропланът е бил обшит с дуралуминий, а конзолата – с платно.
Крилото е имало три лонжерона, като от задния към опашката излизали триъгълни греди с фермова конструкция, предпазващи самолета от случаен допир със земята.
За рамката са използвани хром-молибденови тръби, прилагани за първи път в СССР.
Рубката била издадена напред по оста на самолета, като в нея били предвидени места за двама пилоти, щурман, радист и старши механик. Останалите седем членове на екипажа са били в другите отсеци на самолета и са разговаряли помежду си по вътрешен телефон.
Седем двигателя АМ-34 с мощност от 750 л. с. всеки (единият от тях е задвижвал витото, разположено в задната част на фюзелажа).
Шасито се е състояло от две широко разделени талиги с фермова конструкция с маслено-въздушни амортисьори на колелата – приложени за първи път в съветската практика при тежки машини. Също за първи път на самолет от този клас са използвани пневматични гуми Good Year. Всяка талига на шасито е имала по три колела и е била оборудвана с ламаринени обтекатели, като в лявата е имало врата и стълба към крилото. Тази конструкция на шасито е позволявала на апарата да „стои“ в хоризонтално положение.
Опашното оперение е бипланно, киловете са свързани със „стабилитрон“. Рулят и елероните на К-7 са били сервоуправляеми.
За времето, самолетът е бил най-големият в Съветския съюз и толкова огромен, че в пресата са го наричали „въздушен небостъргач“.

## Интересни факти
- В екипажа На К-7 (12 души) е имало дори и боцман.
- През октомври 2008 г. за снимките на руския филм „Дау“ на територията на международното летище в Харков, което през 1930-те години носи името „Основа“, е построен макет на К-7 в реален размер (от дърво и пластмаса). С него във филма бъдещият академик Ландау пристига в Харков.